# Langanesbyggð

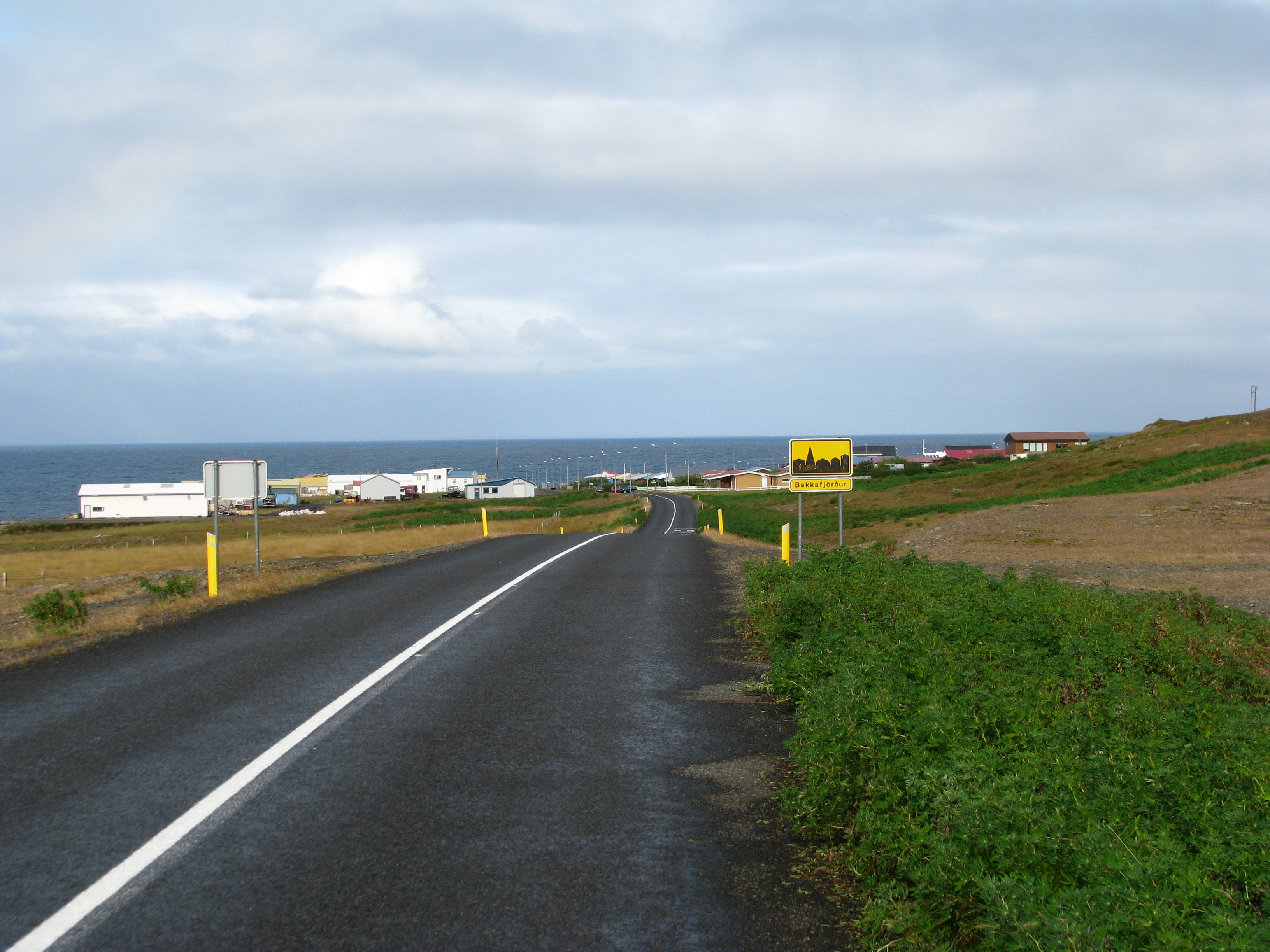
Bakkafjörður

Die Gemeinde Langanesbyggð liegt im Nordosten Islands in der Region Norðurland eystra.
Am 1. Januar 2023 hatte die Gemeinde 592 Einwohner. Die beiden größten Siedlungen sind Þórshöfn (379 Einwohner) und Bakkafjörður (62 Einwohner).

## Geografie
Der nördliche Teil von Langanesbyggð liegt auf der sich in nordöstlicher Richtung etwa 30 Kilometer ausstreckenden Halbinsel Langanes, die nordwestlich an den Þistilfjörður, östlich an die Bucht Bakkaflói angrenzt. Ausläufer dieser Bucht sind die drei Fjorde Finnafjörður, Miðfjörður und Bakkafjörður, sie grenzen an Langanesströnd.
Die Südspitze der Gemeinde ist Einbúi. Die gebirgige, stellenweise auch von Mooren bedeckte Halbinsel Langanes ist heute fast unbewohnt und einerseits für ihr raues, nebliges Klima bekannt, andererseits für die Mengen an Treibholz, die hier angespült werden und in früheren Jahrhunderten einen wichtigen Wirtschaftsfaktor für die wenigen hier siedelnden Menschen darstellten. In der Nähe der seit 1954 verlassenen Ortschaft Skálar, die 1924 noch 117 Einwohner zählte, erheben sich im Nordosten der Halbinsel die 130 m hohen Klippen Skálabjarg sowie der 266 m hohe Heiðarfjall.
Die Hauptstadt Reykjavík ist 629 Kilometer entfernt, das in nordwestlicher Richtung nächstgelegene Raufarhöfn etwa 66 Kilometer.

## Geschichte
Die Gemeinde wurde im Jahr 2006 durch Zusammenschluss der Landgemeinde Þórshöfn (isl. Þórshafnarhreppur) und der Landgemeinde Skeggjastaðir (isl. Skeggjastaðahreppur) gebildet. Dabei wechselte Skeggjastaðir aus der Region Austurland in die Region Norðurland eystra. Die alternativen Namensvorschläge Gunnólfsbyggð, Hafnarbyggð und Langaneshreppur konnten sich beim Wahlvolk nicht durchsetzen. Am 1. Januar 2021 betrug die Einwohnerzahl 482 Menschen.
2022 wurde Langanesbyggð mit der Nachbargemeinde Svalbarð zusammengeschlossen.

## Ortslagen

### Þórshöfn
17 km westlich von Þórshöfn ist auf dem Gehöft Svalbarð die 1848 erbaute Holzkirche Svalbarðskirkja í Þistilfirði bemerkenswert, die unter anderem wegen ihres Flügelaltars mit der Darstellung des Letzten Abendmahls bekannt ist. Zwischen 1980 und 1990 wurden am Kirchengebäude verschiedene Renovierungsarbeiten vorgenommen, und seit 1990 steht die Kirche, die 10,70 m lang und 5,84 m breit ist, unter Denkmalschutz.

### Ehemalige Gemeinden
|                                    | Þórshöfn | Skeggjastaðir |
| ---------------------------------- | -------- | ------------- |
| Gemeindenummer:                    | 6707     | 7501          |
| Fläche in km²:                     | 728      | 605           |
| Einwohnerzahl am 1. Dez. 1997:     | 485      | 141           |
| Einwohnerzahl am 1. Dez. 2003:     | 400      | 133           |
| Einwohnerzahl am 1. Dez. 2004:     | 411      | 137           |
| Einwohnerzahl am 1. Dez. 2005:     | 417      | 125           |
| Bevölkerungsveränderung 1997–2005: | −14 %    | −11 %         |
| Postleitzahl:                      | 680, 681 | 685           |
| Siedlungen:                        | Þórshöfn | Bakkafjörður  |

## Einwohnerentwicklung
Wie inzwischen die meisten Gebiete Islands außer dem Südwesten rund um die Hauptstadt Reykjavík ist Langanesbyggð von starker Landflucht betroffen. Von 1997 bis 2006 betrug der Bevölkerungsrückgang auf dem Gebiet der heutigen Gemeinde 17 %.
Allerdings kann man seit 2007 in Þórshöfn einen leichten Zuwachs vermerken.
| Jahr * | Einwohner                   |
| ------ | --------------------------- |
| 1997   | 626 (Gebietsstand von 2006) |
| 2003   | 533 (Gebietsstand von 2006) |
| 2004   | 548 (Gebietsstand von 2006) |
| 2005   | 542 (Gebietsstand von 2006) |
| 2006   | 518                         |

* jeweils zum 1. Dezember 

## Wirtschaft
Viele Einwohner leben vom Fischfang.
In der Gemeinde gibt es zwei Flughäfen: Flugplatz Bakkafjörður und Flughafen Þórshöfn.
Der Staat Island und die Bremer Hafenmanagemtfirma bremenports GmbH & Co. KG planen einen Tiefwasserhafen am Finnafjord. Der Hafen soll der Befahrung der Nordostpassage dienen. Es gibt noch keinen Investor und keinen geplanten Baubeginn (Stand: 2019).